# Broadcast-Sturm

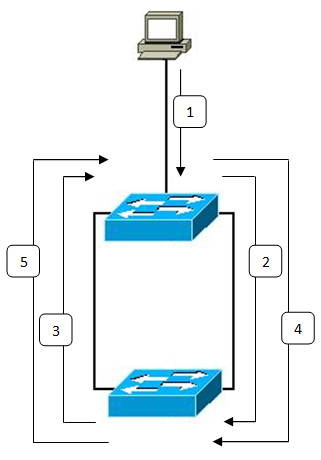
Schematische Darstellung eines Broadcast-Sturms

Ein Broadcast-Sturm ist die starke Anhäufung von Broadcast- und Multicast-Verkehr in einem Rechnernetz wie beispielsweise Ethernet. Im Endstadium eines Broadcast-Sturms können keine neuen Netzwerkverbindungen mehr aufgebaut werden, und bestehende Verbindungen werden möglicherweise unterbrochen. Besonders in großen Broadcast-Domänen kann sich durch verschiedene Ursachen bei einem Broadcast-Sturm die Antwortzeit des Netzwerks durch einen Schneeballeffekt dramatisch erhöhen.

## Ursachen
Die häufigste Ursache ist die redundante Verkabelung mit zwei oder mehr Uplinks zwischen zwei Switches. In einem solchen Fall werden Broadcasts und Multicasts auf alle Ports weitergeleitet mit Ausnahme des Ports, von dem der Datenverkehr kam. Dadurch wird eine Schleife erzeugt, ein Switching Loop, und die Switches leiten die Broadcasts des jeweils anderen Switches weiter. Darüber hinaus kann ein Broadcast-Sturm z. B. auch durch Denial-of-Service-Angriffe (wie den Smurf-Angriff oder den Fraggle-Angriff) oder durch eine fehlerhafte Netzwerkkarte ausgelöst werden.

## Gegenmaßnahmen
- Shortest Path Bridging, und Spanning Tree Protocol ist geeignet, Schleifen zwischen Switches sinnvoll zu verwalten. In Metropol-Netzwerken werden Broadcast-Stürme durch Ethernet Automatic Protection Switching (EAPS) verhindert.
- Filterung von Broadcasts durch Layer-3-Geräte, im Normalfall durch Router, zum Teil auch durch BRouter.
- Physische Segmentierung einer Broadcast-Domäne durch Router oder Layer-3-Switches.
- Logische Segmentierung einer Broadcast-Domäne durch den Einsatz von VLANs.
- Router und Firewalls können so konfiguriert werden, dass sie bösartige oder überdurchschnittlich viele Broadcasts erkennen und blockieren.

## Fehlinterpretationen
- Eine weit verbreitete Fehlinterpretation ist, dass Routing-Schleifen etwas damit zu tun haben. Router, die auf Layer 3 des OSI-Modells arbeiten, leiten jedoch keine Layer-2-Broadcasts weiter, wie es Switches tun.
- Eine weitere unzutreffende Annahme ist, dass Router keine Layer-3-Broadcasts weiterleiten können. Es gibt Routing-Protokolle, die Broadcasts zu anderen Netzwerken weiterleiten.
- Ebenfalls eine Fehleinschätzung ist, dass nur Router eine Broadcast-Domäne begrenzen und damit Broadcast-Stürme eingrenzen können. Wie bei den Gegenmaßnahmen erwähnt, können dies auch Switches mit VLANs oder Layer-3-Funktionalitäten.
- Außerdem kann ein Broadcast nicht mit einem Broadcast beantwortet werden. Allerdings kann ein Broadcast dazu genutzt werden, herauszufinden, wie auf einen empfangenen Broadcast geantwortet werden kann. In einer redundanten Topologie kann ein solcher zweiter Broadcast dasjenige Netzwerkinterface erreichen, welches den initialen Broadcast gesendet hat.

## MANET-Broadcast-Stürme
In einem mobilen Ad-hoc-Netz (MANET) werden Pakete zur Anforderung von Routing-Informationen (RREQ) meist per Broadcast verschickt, um neue Routen zu finden. Diese RREQ-Pakete verursachen möglicherweise Broadcast-Stürme. Ein Ansatz, diese zu verringern, besteht darin, manche Hosts für erneute Broadcasts zu sperren.